# 아야 이리니

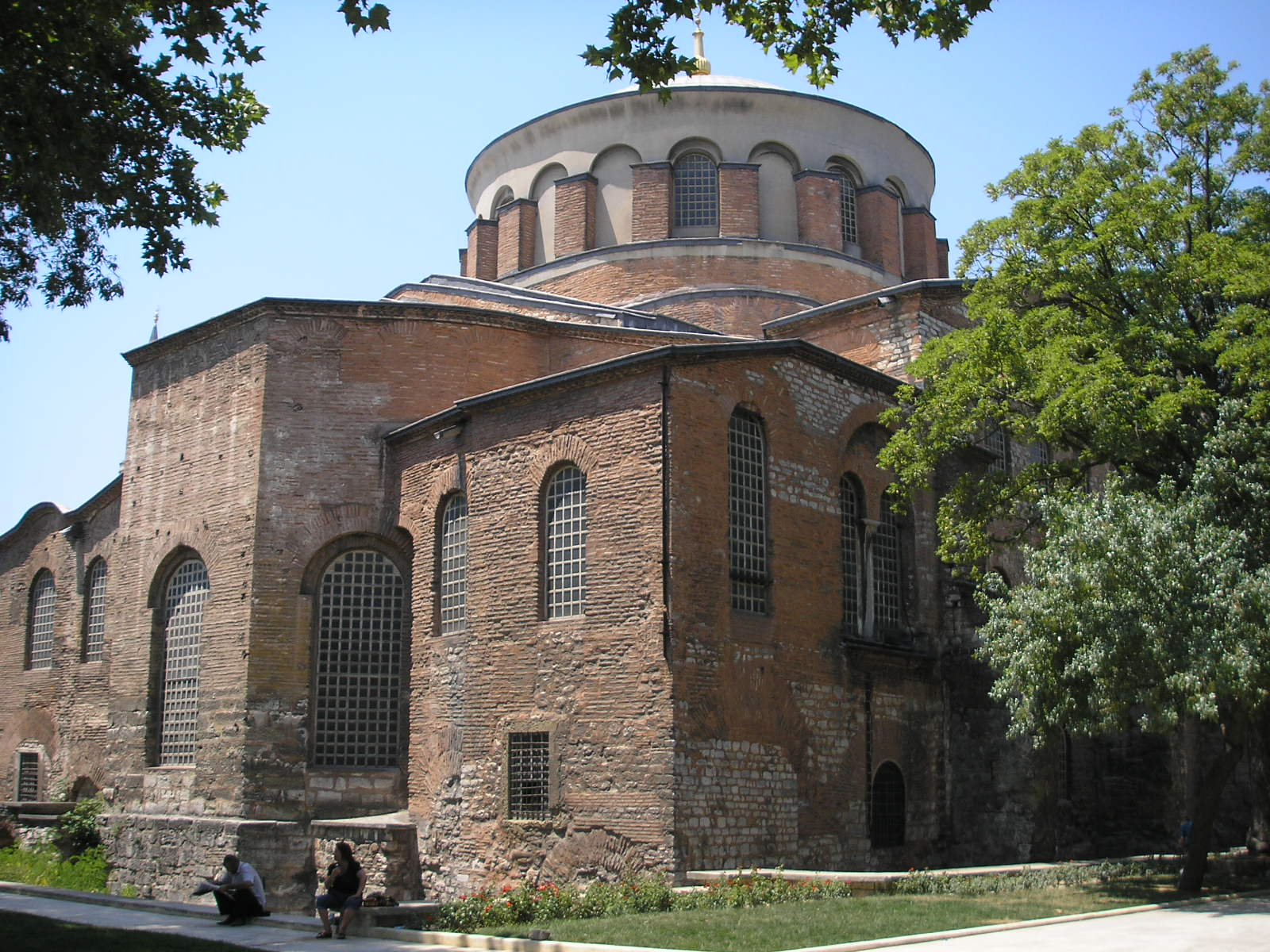
아야 이리니

아야 이리니(튀르키예어: Aya İrini) 또는 하기아 에이리니(그리스어: Ἁγία Εἰρήνη)는 튀르키예 이스탄불 톱카프 궁전 바깥 뜰에 위치한 동방 정교회 교회당이다. 화요일을 제외하고 매일 박물관으로 개방된다.

## 역사
4세기에 콘스탄티누스 1세에 의해 건립되었으며, 532년 화재로 소실되었으나 548년 유스티니아누스 1세에 의해 재건되었다.
오늘날 아야 이리니는 음악 공연장으로 사용되고 있다. 1980년 이후로 매년 여름에 이스탄불 국제 음악제가 여기서 개최되고 있으며, 이스탄불 국제 음악제를 비롯한 많은 음악제나 콘서트가 여기서 개최되고 있다.
2000년에는 오트쿠튀르 디자이너 파루크 수라즈가 스페셜 쇼를 여기서 진행했다. 약 700개의 컬렉션을 공개했다.
몇년 동안 아야 이리니는 오직 콘서트나 행사가 열릴 때만 공개하였으나, 2014년 1월부터 박물관으로 개방되었다.